# Пейсах, Эдуард Евсеевич
Эдуард Евсеевич Пейсах  (4 октября 1936 — 19 декабря 2008) — советский механик, доктор технических наук, профессор, специалист в области синтеза рычажных механизмов.

## Биография
Окончил в 1958 году с отличием Ленинградский текстильный институт имени С. М. Кирова. По окончании работал в специальном конструкторском бюро трикотажных машин. С 1963 года работал до окончания своей трудовой деятельности в Ленинградском институте текстильной и легкой промышленности (сейчас – Санкт-Петербургский университет промышленных технологий и дизайна). В период с 1991 по 2002 гг. заведовал в вузе кафедрой теоретической механики.  
Кандидат технических наук (1964), доктор технических наук (1978), профессор (1981).  
В области теории механизмов и машин занимался аналитическим синтезом рычажных механизмов. В 1970-х гг. разрабатывал подробные справочные карты по синтезу рычажных механизмов. Один из первых, кто привлек для синтеза механизмов вычислительную технику. Для чего в целях алгоритмизации разработал овражно-градиентный метод нелинейной оптимизации, метод блокируемых зон.  
Член Комитета по стандартизации и терминологии при Международной Федерации по теории механизмов и машин (IFToMM). Член Российского национального комитета по ТММ, РАН.

## Основные достижения
Приглашенный сотрудник Германского общества исследователей для проведения теоретических исследований в области синтеза плоских рычажных механизмов (1997-2002).   
Подготовил не менее 9 кандидатов технических наук.  

## Основные труды
Опубликовано свыше 400 работ, в том числе 10 монографий.  

## Основные публикации
- Пейсах Э.Е. Справочные карты по аналитическому синтезу шарнирно-рычажных механизмов / Сб. Анализ и синтез механизмов / Под ред. Н.И. Левитского. – М.: Машиностроение, 1969. – С.78-94.

- Гурвич Л.И., Пейсах Э.Е., Бенцман А.М. Конструктивные особенности современных основовязальных быстроходных машин. М.: Легкая индустрия, 1973. (гл. III. Механизмы привода петлеобразующих органов. С.35-86).

- Расчёт и конструирование механизмов и деталей приборов / под ред. Ф.Л. Литвина. – Л.: Машиностроение, 1975. – 200 с. (Пейсах Э.Е. – гл. 2. Оптимизационный синтез рычажных механизмов. С. 38-75.)

- Пейсах Э.Е., Нестеров В.А. Система проектирования плоских рычажных механизмов / Под ред. К.В. Фролова. – М.: Машиностроение, 1988. – 232 с.

- Техническая механика установок летательных аппаратов: Учебник. / Нестеров В.А., Пейсах Э.Е. и др. – М.: Изд-во МАИ, 1994. – 368 с.

- Пейсах Э.Е. Кинематический анализ рычажных механизмов / В книге: Машиностроение. Энциклопедия (в 40 томах). Том I-3, книга 2. М.: Машиностроение, 1995. С. 395-430.

- Механика машин: Учебное пособие для втузов / Вульфсон И.И., Коловский М.З., Пейсах Э.Е. и др.; Под ред. Г.А. Смирнова. – М.: Высшая школа, 1996. – 511 с.

- Механика авиационных робототехнических систем. Учебник для студентов вузов. Второе издание / Под ред. проф. В.А. Нестерова. Авторы: Нестеров В.А.,  М.: Изд-во МАИ, 2003. –-Волгин В.В., Зверяев Е.М., Пейсах Э.Е. и др.  368 с.

- Основы проектирования ракет класса воздух-воздух и авиационных катапультных установок для них. Учебник для авиационных вузов. Второе издание / Под ред. проф. В.А. Нестерова. Авторы: Нестеров В.А., Пейсах Э.Е., Рейдель А.Л. и др. – М.: Изд-во Дрофа, 2003. – 792 с.

- Пейсах Э.Е. Структура и кинематика пространственных рычажных механизмов: Монография. – СПб.: СПГУТД, 2004. – 212 с.